# Parvomay (huyện)
Parvomay là một huyện thuộc tỉnh Plovdiv, Bungaria. Dân số thời điểm năm 2001 là 31160 người.